# بخش صفادشت
بخش صفادشت یکی از بخش‌های شهرستان ملارد در استان تهران ایران است.